# Aphidius ervi
Aphidius fumipennis, Aphidius infirmus, Aphidius medicaginis, Aphidius mirotarsi, Aphidius nigrescens, Aphidius ulmi
Espèce
Synonymes
- Aphidius fumipennis Gyorfi, 1958
- Aphidius infirmus (Nees, 1811)
- Aphidius medicaginis Marshall, 1898
- Aphidius mirotarsi Stary, 1963
- Aphidius nigrescens Mackauer, 1962
- Aphidius ulmi Marshall, 1896

Aphidius ervi est une espèce d'hyménoptères de la sous-famille des Aphidiinae de petite taille (quelques millimètres). 

## Biologie
Cette guêpe parasitoïde parasite les pucerons, et plus spécialement le puceron vert de la tomate (Macrosiphum euphorbiae), le puceron de la digitale (Aulacorthum solani), le puceron vert du pêcher (Myzus persicae). 
La femelle parasitoïde pond ses œufs dans le puceron. L’œuf se développe à l’intérieur du puceron. Une dizaine de jours après le parasitisme, la larve d’Aphidius ervi fixe le puceron sur la feuille et tisse un cocon dans le puceron pour former une momie.

## Lutte biologique
Aphidius ervi est utilisé en lutte biologique contre les pucerons.